# Saison 1 de Jeremiah
Chronologie
Saison 2
Cet article présente le guide des épisodes de la première saison du feuilleton télévisé Jeremiah.

## Acteurs principaux
- Luke Perry (VF : Lionel Tua) : Jeremiah
- Malcolm-Jamal Warner (VF : Pascal Casanova) : Kurdy
- Peter Stebbings (VF : Philippe Bozo) : Marcus Alexander
- Ingrid Kavelaars (VF : Véronique Picciotto) : Erin
- Byron Lawson (VF : Guillaume Lebon) : Lee Chen

## Épisode 1 Le long chemin (1repartie)
- États-Unis : le 3 mars 2002 sur Showtime
- France : le 9 novembre 2002 sur CinéFaz

- Teryl Rothery (Mary)
- Kim Hawthorne (Theo)
- Daniel Gillies (Simon)
- Tricia Helfer (Sarah)
- Robert Wisden
- Curtis Bechdholt (Matthew)
- Alex Zahara (Ezekiel)

## Épisode 2: Le long chemin (2epartie)
- États-Unis : le 3 mars 2002 sur Showtime
- France : le 16 novembre 2002 sur CinéFaz

- Teryl Rothery (Mary)
- Kim Hawthorne (Theo)
- Daniel Gillies (Simon)
- Tricia Helfer (Sarah)
- Robert Wisden, Curtis Bechdholt (Matthew)

## Épisode 3: Homme de fer, femme sous verre
- États-Unis : le 15 mars 2002 sur Showtime
- France : le 23 novembre 2002 sur CinéFaz

- Roman Danylo (Cpt. Iron/John)
- Sarah Deakins (Shelly Masters)
- Suzy Joachim (Meghan)
- Russell Porter (Mike Masters)
- Nathaniel Arcand (Shashona)

## Épisode 4: ...Et la Terre, semée de sel
- États-Unis : le 22 mars 2002 sur Showtime
- France : le 30 novembre 2002 sur CinéFaz

- Jason Priestley (Michael)
- Kirsten Robek (Julie)
- Miles Meadows (Jeff)

## Épisode 5: Naviguer au-delà des étoiles
- États-Unis : le 29 mars 2002 sur Showtime
- France : le 7 décembre 2002 sur CinéFaz

- Melissa Crider (Claire)
- Jason Gaffney (William)
- Meghan Black, G. Michael Gray (Eddie)

## Épisode 6: La Sacoche
- États-Unis : le 5 avril 2002 sur Showtime
- France : le 14 décembre 2002 sur CinéFaz

- Jake Busey (Jake)
- Christian Campbell (Reece)
- Ryan Robbins (William Stauber)
- Erin Karpluk (Sadie)

## Épisode 7: La Cité des roses
- États-Unis : le 12 avril 2002 sur Showtime
- France : le 21 décembre 2002 sur CinéFaz

- Suzy Joachim (Meghan)
- Karen Malina White (Rickie)

## Épisode 8: Pare-feu
- États-Unis : le 19 avril 2002 sur Showtime
- France : le 28 décembre 2002 sur CinéFaz

- Michael Rooker (Quantrell)
- John Ralston (Dr Sean Alexander)
- Suzy Joachim (Meaghan)

## Épisode 9: Le Baiser écarlate
- États-Unis : le 26 avril 2002 sur Showtime
- France : le 4 janvier 2003 sur CinéFaz

- Vincent Gale (Cord Geary)
- Pablo Santos (Fipps)
- Tobias Mehler (Zach)
- Shawn MacDonald (Magyar)

## Épisode 10: La Fin du voyage
- États-Unis : le 3 mai 2002 sur Showtime
- France : le 11 janvier 2003 sur CinéFaz

- Krista Rae (Constance)
- Alessandro Juliani (David)

## Épisode 11: Les Loups entre eux
- États-Unis : le 10 mai 2002 sur Showtime
- France : le 18 janvier 2003 sur CinéFaz

- Kim Hawthorne (Theo)
- Ben Bass (Rasmussen)

## Épisode 12: Toucher n'est pas jouer
- États-Unis : le 17 mai 2002 sur Showtime
- France : le 25 janvier 2003 sur CinéFaz

- J. R. Bourne (Stenn)
- Jesse Moss (Neal)
- Gabrielle Miller (Naomi)
- Kirby Morrow (Angus Deveraux)
- Amber Rothwell (Karen)

## Épisode 13: Nécessité est mère d'invention
- États-Unis : le 24 mai 2002 sur Showtime
- France : le 1er février 2003 sur CinéFaz

- Sabrina Grdevich (Michelle)

## Épisode 14: L'Alarme
- États-Unis : le 31 mai 2002 sur Showtime
- France : le 8 février 2003 sur CinéFaz

- Kwesi Ameyaw (Samuel)
- Robert Wisden (Devon)

## Épisode 15: Le cirque
- États-Unis : le 7 juin 2002 sur Showtime
- France : le 15 février 2003 sur CinéFaz

- Steve Bacic (Gregory)
- Alana Husband (Cassandra)
- Polly Shannon (Polly)
- Patrick Currie (Patrick Desault)

## Épisode 16: Lune en gémaux
- États-Unis : le 14 juin 2002 sur Showtime
- France : le 22 février 2003 sur CinéFaz

- Jason Winston George (Kwame)
- Michasha Armstrong (Raheem)
- Monique Kavelaars (Lauren)

## Épisode 17: Les Cendres du passé
- États-Unis : le 28 juin 2002 sur Showtime
- France : le 1er mars 2003 sur CinéFaz

- Jonathon Young (Edgar Weston)
- Ty Olsson, Link Baker (Red)
- Sarah Strange (Maggie)

## Épisode 18: La Fin justifie les moyens
- États-Unis : le 5 juillet 2002 sur Showtime
- France : le 8 mars 2003 sur CinéFaz

- Gabriel Mann (Andrew Kincaid)
- Kim Hawthorne (Theo)
- Suzy Joachim (Meghan)
- Steven Grayhm (Thomas Kincaid)

## Épisode 19: Les Non-dits (1repartie)
- États-Unis : le 12 juillet 2002 sur Showtime
- France : le 15 mars 2003 sur CinéFaz

- David McCallum (Clarence)
- Kim Hawthorne (Theo)

## Épisode 20: Les Non-dits (2epartie)
- États-Unis : le 19 juillet 2002 sur Showtime
- France : le 22 mars 2003 sur CinéFaz

- Kim Hawthorne (Theo)
- Dion Johnstone (Nathan)
- Robert Wisden (Devon)
- Jody Racicot (Wiley)